# Надвіслянка
Надвіслянка (пол. Nadwiślanka) — село в Польщі, у гміні Стенжиця Рицького повіту Люблінського воєводства.
Населення — 96 осіб (2011).

## Демографія
Демографічна структура станом на 31 березня 2011 року:
|          | Загалом | Допрацездатний вік | Працездатний вік | Постпрацездатний вік |
| -------- | ------- | ------------------ | ---------------- | -------------------- |
| Чоловіки | 47      | 10                 | 27               | 10                   |
| Жінки    | 49      | 9                  | 27               | 13                   |
| Разом    | 96      | 19                 | 54               | 23                   |